# People Nation
People Nation é uma aliança de gangues de rua geralmente associadas à área de Chicago. Eles são rivais da aliança de gangues Folk Nation.

## Formação
A People Nation foi formada em reação à criação da aliança de gangues Folk Nation. Em 1978, os El Rukns (agora Black P. Stones), Vice Lords e Latin Kings formaram um sistema de aliança próprio e o intitularam de "People"
Jeff Fort dos El Rukns, Bobby Gore dos Vice Lords e Gustavo Colon dos Latin Kings foram fundamentais na formação desta aliança. Entre os membros iniciais do People estavam os Mickey Cobras (na época chamados de Cobra Stones), Latin Counts, Bishops, Insane Unknowns, Spanish Lords, logo após os Gaylords e os South Side Popes.

## Gangues ativas
Lista das principais gangues que compõem os People Nation:
- Vice Lords
- Black P. Stones
- Four Corner Hustlers
- Latin Kings
- Latin Counts
- Mickey Cobras[3]
- Almighty Saints (prison only)
- Native Mob (Minneapolis)
- Almighty Gaylords
- Insane Southside Popes
- United Blood Nation

## Símbolos
As gangues se interagem se "representando" por meio de símbolos, cores, grafite, sinais com as mãos e palavras. Representam também abrange a orientação física para o lado esquerdo do corpo. As Gangues da People Nation usam todos os identificadores no lado esquerdo. Um brinco na esquerda, a perna esquerda da calça enrolada e um boné inclinado para a esquerda podem indicar afiliação à aliança.
O sinal com a mão da People Nation está voltado para o ombro esquerdo. Os membros da gangue cruzam os braços de uma maneira que aponta para a esquerda. A aliança People Nation, na maioria dos casos, usa uma estrela de cinco pontas em seu grafite de gangue.
A estrela de cinco pontas tem suas origens com os Blackstone Rangers/Black P. Stone Ranger Nation, uma das maiores gangues de rua. O termo da aliança "cinco vivos, seis devem morrer" refere-se à estrela de cinco pontas versus a estrela de seis pontas de seus rivais na aliança Folk Nation. Comumente usados pela aliança People Nation são desenhos de forquilhas apontadas para baixo em desrespeito à aliança Folk Nation.
Certos termos são usados pela aliança People Nation, como "tudo está bem" ao se cumprimentar. A estrela de cinco pontas não é o único símbolo usado pela People Nation. Outros incluem uma pirâmide 3D, uma coroa de cinco pontas, um dado com sua parte frontal mostrando cinco pontos, uma lua crescente com seu lado côncavo voltado para a direita e às vezes com uma pequena estrela de cinco pontas à direita do símbolo da lua.